# Коул, Альфред
Альфред Рудольф Коул (англ. Alfred Rudolph Cole, родился 21 апреля 1964 в Атлантик-Сити, Нью-Джерси, США), также известен как Эл Коул (англ. Al Cole) — американский боксёр-профессионал, выступавший в первой тяжёлой (Cruiserweight) и тяжёлой (heavyweight) весовых категориях. Является экс-чемпионом мира по версии МБФ (IBF).
Дебютировал в 1989 году. В 1992 году завоевал титул чемпиона. В защитах титула дважды побеждал Юрайя Гранта. В 1993 году в Москве защитил свой титул против Гленна Маккрори. Это был первый титульный поединок в России.
В 1996 году поднялся в тяжёлый вес. Сразу же проиграл Тиму Уизерспуну. Затем уступил Майклу Гранту. В 1998 году дважды встречался с Кирком Джонсоном: в первом поединке была зафиксирована ничья, во втором победил Джонсон. В 2005 году завершил карьеру, но затем в 2008, 2009 и 2011 годах провёл по бою, в одном из которых победил, а в двух проиграл.

## Результаты боёв
| Бой | Дата | Соперник | Судьи | Место боя | Раундов | Результат | Дополнительно |
| --- | ---- | -------- | ----- | --------- | ------- | --------- | ------------- |
|     |      |          |       |           |         |           |               |
| Бой | Дата | Соперник | Судьи | Место боя | Раундов | Результат | Дополнительно |